# Concrete (альбом Fear Factory)
| Оценки критиков | Оценки критиков |
| Источник        | Оценка          |
| --------------- | --------------- |
| AllMusic        | [ 1 ]           |
| Blogcritics     | положительный   |
| PopMatters      | положительный   |

Concrete — студийный альбом метал группы Fear Factory, записанный в 1991 году на студии Blackie Lawless, незадолго до Soul of a New Machine, и выпущенный 30 июля 2002 года.
Concrete могло бы стать их первым релизом, но группа не была довольна продюсером записи Россом Робинсоном. По итогам суда права на альбом достались Робинсону, а права на песни Fear Factory. В дальнейшем часть треков вышла в дебютном альбоме группы Soul of a New Machine.
Так песня «Concrete» была переименована в «Concreto», а также перезаписана для сингла «Dog Day Sunrise (Fear Factory Cover)» и вошла как бонус-трек в диджипак версии Obsolete. Вопреки заблуждениям, песня «Piss Christ» не имеет ничего общего, кроме названия, с песней «Pisschrist», вышедшей в 1995 в альбоме Demanufacture.

## Список композиций
| №                   | Название                                  | Музыка                | Длительность |
| ------------------- | ----------------------------------------- | --------------------- | ------------ |
| 1.                  | «Big God/Raped Souls»                     | Белл, Касарес, Эррера | 2:36         |
| 2.                  | «Arise Above Oppression»                  | Белл, Касарес, Эррера | 1:57         |
| 3.                  | «Concrete»                                | Белл, Касарес, Эррера | 2:28         |
| 4.                  | «Crisis»                                  | Белл, Касарес, Эррера | 3:33         |
| 5.                  | «Escape Confusion»                        | Касарес, Эррера       | 4:09         |
| 6.                  | «Sangre de Niños»                         | Белл, Касарес, Эррера | 2:03         |
| 7.                  | «Soulwomb»                                | Белл, Касарес, Эррера | 2:35         |
| 8.                  | «Echoes of Innocence»                     | Белл, Касарес, Эррера | 3:04         |
| 9.                  | «Dragged Down by the Weight of Existence» | Белл, Касарес, Эррера | 2:42         |
| 10.                 | «Deception»                               | Белл, Касарес, Эррера | 0:29         |
| 11.                 | «Desecrate»                               | Белл, Касарес, Эррера | 2:37         |
| 12.                 | «Suffer Age»                              | Касарес, Эррера       | 3:45         |
| 13.                 | «Anxiety»                                 | Белл, Касарес, Эррера | 1:39         |
| 14.                 | «Self Immolation»                         | Белл, Касарес, Эррера | 2:34         |
| 15.                 | «Piss Christ»                             | Белл, Касарес, Эррера | 2:41         |
| 16.                 | «Ulceration»                              | Белл, Касарес, Эррера | 2:45         |
| Общая длительность: | Общая длительность:                       | Общая длительность:   | 41:44        |

## Участники записи
- Бертон Белл − вокал
- Дино Касарес − бас-гитара, гитара
- Раймонд Эррера − ударные
- Энди Ромеро − бас-гитара